# Acta est fabula

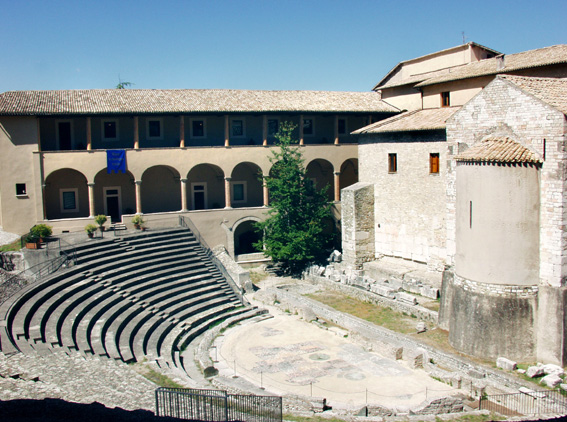
Teatro Romano

Acta est fabula es una locución latina que significa en español «la función ha terminado». Era la frase que se utilizaba en la antigua Roma, al final de las representaciones teatrales, para indicar al público que la función había terminado y que ya podían irse.

## Usos
Se trata de una frase muy utilizada, en épocas y contextos muy diferentes. Por ejemplo, el emperador César Augusto (63 a. C. - 14 d. C.) pronunció estas palabras en su lecho de muerte, añadiendo «plaudite» (aplaudid) al final. Así, cuando estaba a punto de morir, pregunta a sus amigos:

«¿He desarrollado bien mi papel? (...) Sí, le responden (...) Pues aplaudid, les dijo, que la función ha terminado (Acta est fábula, plaudite!) »

También el gran escritor francés François Rabelais (1494-1553), en su lecho de muerte, dijo:

Tirez le rideau, la farce est joueé. (Bajad el telón, la función ha terminado).

Más recientemente, en Bélgica, el 18 de octubre de 2010, Bart De Wever, líder del partido independentista flamenco Alianza Neo-Flamenca, pronunció esta frase en una crisis política, en su misión de clarificador real, mostrando su decepción por el rechazo que su propuesta recibió por parte de los partidos francófonos. Es utilizada como lema en el emblema del Centro de Operaciones de Seguridad de Ciberdefensa del Ejército del Aire español que alcanzó su capacidad operativa final a finales de septiembre de 2016.
La frase figura también como lema bajo el escudo de la plataforma catalana antiindependentista Tabarnia.
Acta est fabula es el título del álbum debut de la banda musical polaca Undish de gothic metal, editado por Massacre Records en 1997.